# Дарко Дејановић
Дарко Дејановић (Бања Лука, 17. март 1995) бивши је босанскохерцеговачки фудбалер. Висок је 193 центиметра и играо је на позицији голмана.

## Каријера
Дејановић је поникао у бањалучком Борцу и био члан млађих категорија све до преласка у Београд и приступања фудбалском клубу Рад са Бањице. Као полазник Радове академије, Дејановић је био међу првим играчима своје генерације прикљученим првом тиму, али је сениорско искуство стицао у нижелигашима Срему из Јакова и Жаркову, где је наступао на позајмицама, односно двојним регистрацијама до 2015. године. По повратку у Рад најпре је био алтернатива нешто млађем Борису Радуновићу, а затим је добио прилику као први голман екипе. За Рад је дебитовао 16. маја 2015. у утакмици Суперлиге Србије против суботичког Спартака. Претходно је, априлу исте године, потписао свој први професионални уговор, на три године. Крајем 2016, доживео је тежу повреду леђа, због које је његов повратак на терен био неизвестан. Након операције и периода рехабилитације тренинзима се вратио на пролеће наредне године. Први званичан наступ по опоравку од повреде, Дејановић је забележио у тријумфу против Напретка из Крушевца 5. новембра 2017. године. У другом делу сезоне 2017/18, Дејановић није бранио на званичним утакмицама, па је по завршетку исте изразио жељу за променом средине. Крајем маја 2018. године, Дејановић је споразумно раскинуо уговор са Радом. Почетком јула 2018, потписао је уговор са новим босанскохерцеговачким премијерлигашем Звијездом 09. Након годину дана у Звијезди, Дејановић прелази у Јединство из Бихаћа, члана Прве лиге Федерације БиХ. Услед здравствених проблема са леђима, одлучио је да оконча професионалну каријеру у марту 2020.

## Репрезентација
Након наступа за кадетску репрезентацију Босне и Херцеговине, Дејановић је био члан селекције Републике Српске до 18 година. Касније се нашао на списковима репрезентације Србије до 19 и 20 година старости, селектора Вељка Пауновића.

## Статистика
| Клуб                    | Сезона   | Лига                | Лига | Лига   | Национални куп | Национални куп | Европа | Европа | Остало | Остало | Укупно | Укупно |
| Клуб                    | Сезона   | Дивизија            | Нас. | Голова | Нас.           | Голова         | Нас.   | Голова | Нас.   | Голова | Нас.   | Голова |
| ----------------------- | -------- | ------------------- | ---- | ------ | -------------- | -------------- | ------ | ------ | ------ | ------ | ------ | ------ |
| Срем Јаково (позајмица) | 2013/14. | Српска лига Београд | 7    | 0      | —              | —              | —      | —      | —      | —      | 7      | 0      |
| Жарково (позајмица)     | 2013/14. | Српска лига Београд | 10   | 0      | —              | —              | —      | —      | —      | —      | 10     | 0      |
| Жарково (позајмица)     | 2014/15. | Српска лига Београд | 11   | 0      | —              | —              | —      | —      | —      | —      | 11     | 0      |
| Жарково (позајмица)     | Укупно   | Укупно              | 21   | 0      | —              | —              | —      | —      | —      | —      | 21     | 0      |
| Рад                     | 2014/15. | Суперлига Србије    | 2    | 0      | 0              | 0              | —      | —      | —      | —      | 2      | 0      |
| Рад                     | 2015/16. | Суперлига Србије    | 10   | 0      | 1              | 0              | —      | —      | —      | —      | 11     | 0      |
| Рад                     | 2016/17. | Суперлига Србије    | 9    | 0      | 0              | 0              | —      | —      | —      | —      | 9      | 0      |
| Рад                     | 2017/18. | Суперлига Србије    | 7    | 0      | 1              | 0              | —      | —      | —      | —      | 8      | 0      |
| Рад                     | Укупно   | Укупно              | 28   | 0      | 2              | 0              | —      | —      | —      | —      | 30     | 0      |
| Каријера                | Каријера | Каријера            | 56   | 0      | 2              | 0              | —      | —      | —      | —      | 58     | 0      |

- Ажурирано 31. маја 2018. године[1][3]